# Кампли
Кампли (итал. Campli) — коммуна в Италии, расположена в регионе Абруццо, подчиняется административному центру Терамо.
Население составляет 7533 человека (на 2004 г.), плотность населения составляет 99 чел./км². Занимает площадь 73 км². Почтовый индекс — 64012. Телефонный код — 0861.
Покровителем коммуны почитается святой Панкратий, празднование 12 мая.